# Лофогастриди
Лофогастриди (Lophogastrida)  — ряд вищих ракоподібних з надряду Peracarida. Об'єднує майже виключно глибоководні види, у яких на основних частинах грудних ніжок знаходяться розгалужені зябра (епіподіти).

## Опис
Довжина тіла більшості лофогастрид сягає 1-8 см, проте Gnathophausia ingens може досягати 35 см завдовжки і, ймовірно, є найбільшим морським пелагічним ракоподібним.
До зовнішніх ознак лофогастрид відносять стебельчасті очі, карапакс, що покриває голову і грудні сегменти, мускулисте циліндричне черевце. Карапакс часто виходить за межі голови і утворює рострум. Як і інших перакариди, від справжніх креветок їх можна відрізнити за наявністю у лофогастрид виводкової сумки, або марсупія, таким чином, у них відсутня окрема планктонна личиночна стадія.

## Таксономія
Ряд містить 56 видів з 9 родів 3 родин. Родини:
- Eucopiidae
- Gnathophausiidae
- Lophogastridae